# Kionochaeta spissa
Kionochaeta spissa är en svampart som beskrevs av P.M. Kirk & B. Sutton 1986. Kionochaeta spissa ingår i släktet Kionochaeta, divisionen sporsäcksvampar och riket svampar.   Inga underarter finns listade i Catalogue of Life.